# Alderley Edge
Alderley Edge è un villaggio e parrocchia civile dell'Inghilterra, appartenente alla contea del Cheshire.
È situato circa 30 km a sud del centro di Manchester.